# Mosè Bianchi
Mosè Bianchi (Monza, 13 ottobre 1840 – Monza, 15 marzo 1904) è stato un pittore italiano.

Detto talvolta Mosè Bianchi di Monza, non va confuso con l'omonimo e pressoché contemporaneo Mosè Bianchi di Lodi.

## Biografia

### Infanzia e preparazione artistica

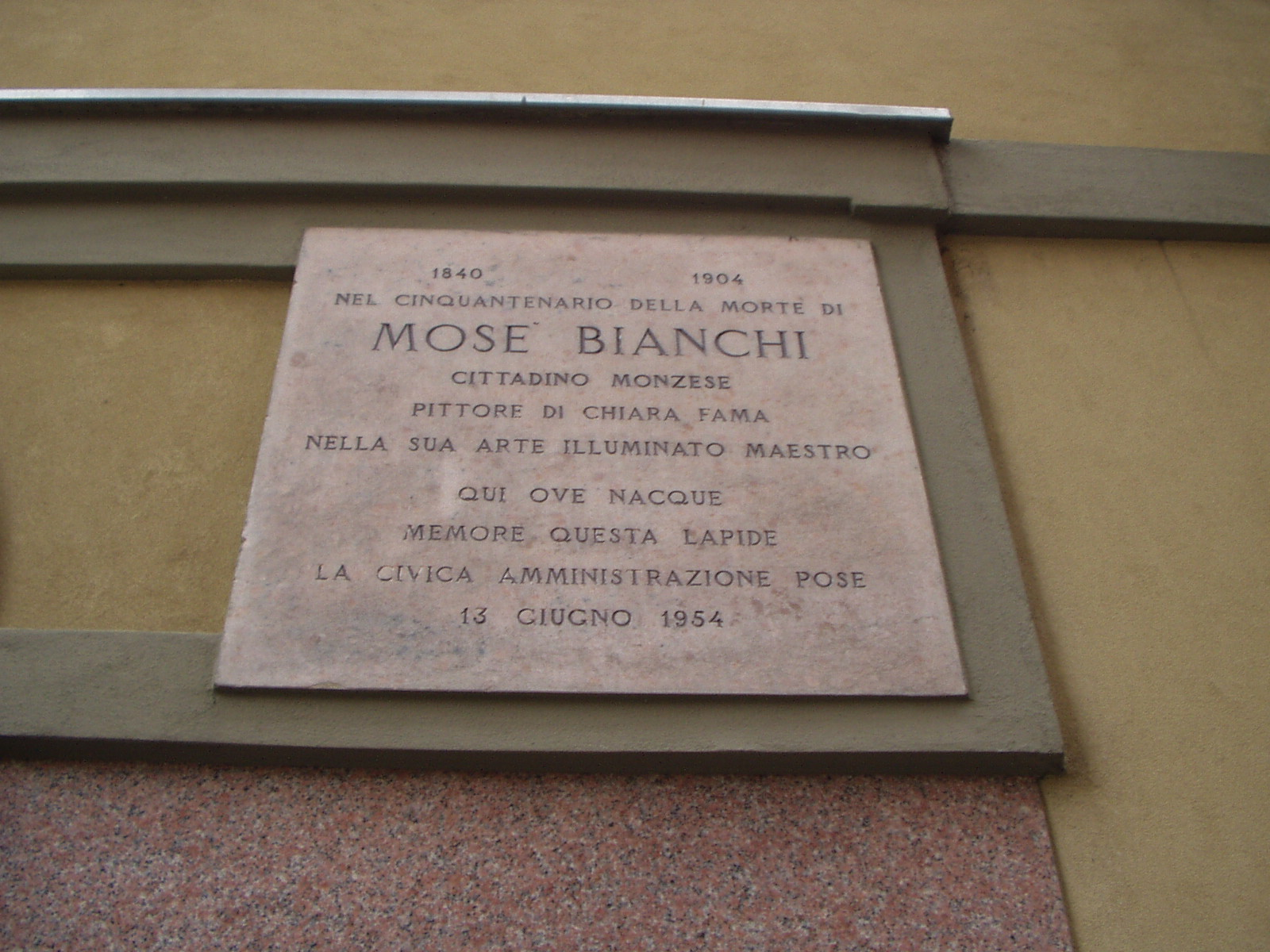
Lapide sulla casa natale di Mosè Bianchi

Figlio dell'insegnante di disegno e modesto pittore Giosuè e di Luigia Meani, fratello del meno celebre pittore Gerardo Bianchi, compiuti gli studi tecnici s'iscrive nel 1856 all'Accademia di Brera di Milano dove è allievo di Schmidt, Bisi, Zimmermann, Sogni e del direttore Giuseppe Bertini.
Ha per compagni di corso Federico Faruffini, Tranquillo Cremona, Daniele Ranzoni e Filippo Carcano, con i quali dividerà per qualche anno lo studio milanese in via San Primo.
Partecipa alla guerra di indipendenza del 1859. 

### Inizi della carriera
I suoi primi sette quadri appartengono al filone romantico, sulla scorta delle indicazioni del Bertini: il Ritratto di Simonetta Galimberti e il Ritratto di Giacinta Galimberti del 1861, conservati nei Musei Civici di Monza, L'arciprete Stefano Guandeca accusa l'arcivescovo di Milano Anselmo Pusterla di tradimento sacrilego, 1862, in collezione privata, e la Congiura di Pontida, 1862, esposta a Brera nel 1862 e nel 1863.
Termina gli studi nel 1864 e riceve la commissione della Comunione di San Luigi, per la chiesa parrocchiale di Sant'Albino in Monza. Si volge alla rappresentazione naturalistica, nell'ambito del gusto narrativo dei fratelli Domenico e Gerolamo Induno, in opere quali Una lezione di canto corale, La vigilia della sagra, 1864, Lo sparecchio dell'altare, 1865, che attirano l'attenzione dei critici sulla sua pittura; ma con Cleopatra e La Signora di Monza, del 1865, ricade nel genere melodrammatico del dipinto romantico pseudo storico.

### Affermazione artistica
Nel 1867 vince, con L'ombra di Samuele appare a Saul, il pensionato "Oggioni", che gli finanzia due anni di soggiorno a Venezia, dove studia la pittura del Settecento, a Roma e a Parigi, dove è impressionato dalla pittura di Meissonier e di Fortuny.
Nel 1869 torna a Milano, dove presenta a Brera il dipinto I fratelli sono al campo nel quale, rappresentando alcune giovani donne prostrate in preghiera per la salvezza dei fratelli combattenti nella III Guerra d'Indipendenza, unisce il verismo dell'immagine al sentimento patriottico e religioso, riscuotendo grande successo presso la borghesia milanese.

### Pittore ricercato
Consigliere dal 1871 dell'Accademia di Brera e ormai pittore alla moda, ne La benedizione delle case, del 1870, esprime, come in Una buona fumata, del 1872, che vince nel 1877 il Premio "Principe Umberto", un bozzettismo di genere. Ne La pittrice, del 1874, come ne I convenevoli e in Una lezione di musica, si dà alla leziosità del genere neo-settecentesco, mentre ha modo di mostrare maestria ritrattistica nel Ritratto di Elisabetta Sottocasa, che vince ancora il Premio "Principe Umberto", nel Ritratto dell'ingegner Carlo Mira e nel Ritratto di Luigi Galbiati, del 1876.
Inizia alla fine degli anni Settanta la sua attività di frescante, orientatandosi verso lo stile di Tiepolo: del 1877 è il ciclo di affreschi nella Villa Giovanelli a Lonigo, presso Vicenza, dal 1883 al 1884 è la decorazione della Stazione Reale di Monza, con Il genio dei Savoia e del 1885 sono le decorazioni di Palazzo Turati, a Milano.
Mosè Bianchi in questo periodo è anche impegnato ad incentivare le capacità artistiche del nipote Pompeo Mariani il quale, grazie allo zio che lo portava a disegnare le sue prime vedute del Parco di Monza, Pompeo inizierà la sua carriera artistica, acquistando fama a livello europeo.
In ripetuti viaggi a Venezia produce vedute lagunari che gli procurano grande popolarità, tanto da ripetere numerose versioni di una delle sue tele di maggior successo, La laguna in burrasca, 1879, presente nel Museo Godi Valmarana di Lugo Vicentino.
È ammirato dai contemporanei Antonio Fontanesi e Domenico Morelli che considerano di straordinaria modernità la sua pittura; la tela La parola di Dio, del 1887, mostra l'ausilio della fotografia nella sua pittura e con Le lavandaie, del 1894, dà il suo contributo alla rappresentazione della vita degli “umili”.
Dopo una breve attività di consigliere comunale a Milano e aver tentato invano di ottenere una cattedra di insegnante all'Accademia di Belle Arti di Torino, nel 1890 dipinge a Gignese, sopra il Lago Maggiore, una serie di vedute alpine, che sono un omaggio al naturalismo lombardo: fra le tante, Casa del pastore e Pecore al ruscello dove, dato un taglio fotografico dell'immagine, indugia sul rapporto luministico tra l'acqua e i grandi massi di pietra. Allo stesso anno appartengono una serie di vedute di Milano, come Milano sotto la neve, Periferia milanese lungo il Naviglio e Cavalcando, un tramonto sulla Darsena di Porta Ticinese.

### Ultimi anni e morte
Si dedica anche all'acquaforte e nel 1896 è premiato al Concorso della Calcografia Nazionale. Nel 1898 è nominato insegnante e direttore dell'Accademia Cignaroli di Verona; ma una malattia insorta nel dicembre 1899 lo costringe a ritornare a Monza e ad abbandonare la pittura. L'artista muore nel 1904 ed è sepolto nel Cimitero di Monza.

### Associazione Culturale per lo studio, la tutela e la valorizzazione dell'Archivio e dell'Opera di Mosè Bianchi, Pompeo Mariani, Elisabetta Keller
Il 30 gennaio 2019 nasce l'Archivio Mosè Bianchi, emanazione dell'Associazione Culturale per la tutela, lo studio, la valorizzazione dell'Archivio e dell'Opera di Mosè Bianchi, Pompeo Mariani, Elisabetta Keller.
L'Archivio Mosè Bianchi si lega coerentemente e in ordine cronologico per linea di discendenza famigliare diretta all'Archivio Pompeo Mariani  e all'Archivio Elisabetta Keller.

### Valutazione critica
"Gli studi tenaci e attenti lo avevano dotato di una tecnica perfetta, ai primi saggi (improntati di un torbido romanticismo di ispirazione letteraria), a contatto con i grandi settecentisti veneti seguono opere pittoricamente più sane, di un romanticismo più contenuto e appoggiato a un colore nutrito ed energico" (Pischel).
"Fu saldo disegnatore, compositore disordinato, schiettissimo pittore, succoso, fresco, vario in quel suo cromatismo in cui il colore dei veneziani riecheggia senza affievolirsi, esperto di ogni segreto dell'arte nel rendere la finezza dell'atmosfera e nel modellare con l'efficacia della pennellata nervosa" (Colasanti).

## Opere
- Bergamo, Accademia Carrara: Gondola sul canale, olio su tela, firmato
- Brescia, Museo civico, Una vittima del secolo XVII, 1863
- Carnisio, Cimitero, Cappella Visconti, Deposizione, 1887
- Genova Nervi, Museo Frugone, La pittrice, 1874; Carrobbio
- Lonigo, Villa Giovanelli, Affreschi, 1877
- Milano, Pinacoteca di Brera, La vigilia della sagra, 1864; La lettrice, 1867; I fratelli al campo, 1867; La benedizione delle case, 1870; Interno rustico
- Milano, Palazzo Turati, Sala di Flora; Flora, 1885, affresco nel soffitto
- Milano, Cimitero Monumentale, Cappella Frova, Deposizione, 1899
- Monza, Stazione, Soffitto della saletta Reale: il genio di casa Savoia
- Milano, Galleria d'Arte Moderna, Cleopatra, 1865; Ritratto di Orsola Rebecchi, 1875; Ritratto di Luigi Galbiati, 1876; Traversata, 1885; Una nevicata a Milano, ca 1885; Il ritorno dalla sagra, 1887; Pescatori a Chioggia, 1890; Le lavandaie, 1894; Triste ritorno, 1897; Notturno, ca 1898; Reminiscenze milanesi del 1848, 1898; Busto di giovane donna, 1898 - 1899
- Milano, Ospedale Maggiore: Ritratto di Giulia Lucini Colombani, 1894
- Milano, Museo Diocesano, Crocefissione, 1881
- Milano, Pinacoteca Ambrosiana: Cavalcando; Pecore al ruscello; Scena agreste; Flora; Monache al lido; Donna col bambino al seno; Paolo e Francesca
- Monza, Musei civici, Ritratto di Giacinta Galimberti, 1861; Ritratto di Simonetta Galimberti; 1861; La signora di Monza, 1865; Ritratto d'uomo, 1875; Le sorelle, 1887
- Napoli, Museo di Capodimonte, Una strada di Verona
- Roma, Galleria Nazionale d'Arte Moderna, Resurrezione, 1874; Studio di testa, 1880; Le paurose, 1881; Parola di Dio, 1887; Vaporino a Chioggia; Bosco nel parco di Monza, 1895
- Sant'Albino, Chiesa di S. Maria Nascente e S. Carlo, La comunione di San Luigi Gonzaga, 1864
- Torino, Galleria d'arte moderna, Il pittore Londonio, 1866; L'amante Egidio, 1867; La Monaca di Monza, 1867
- Trieste, Museo Revoltella: La bufera, tempera su cartone.
- Valmadrera, Chiesa parrocchiale di S. Antonio Abate, Crocefissione, 1879
- Verona, Museo di Castelvecchio, Ritratto di signora, ca 1898
- Vimercate, Museo del territorio vimercatese, Ritratto di Elisabetta Sottocasa, 1874; Ritratto di Luigi Ponti, 1888

### Opere principali
- Ritratto di Simonetta Galimberti (1861)
- Ritratto di Giacinta Galimberti (1861)
- Dopo il duello (1866)
- Nel Duomo di Monza (1872)
- Ritratto maschile (1875)
- Ritratto di Giuseppe Antonio Fossati (1875)
- La storia (1877)
- Stemma sabaudo, il Genio di Savoia (1883-1884)
- La spesa del curato (1885)

### Mosè Bianchi nei musei
- Galleria d'arte moderna Ricci Oddi di Piacenza
- Pinacoteca Ambrosiana di Milano
- Musei Civici di Monza

## Galleria d'immagini

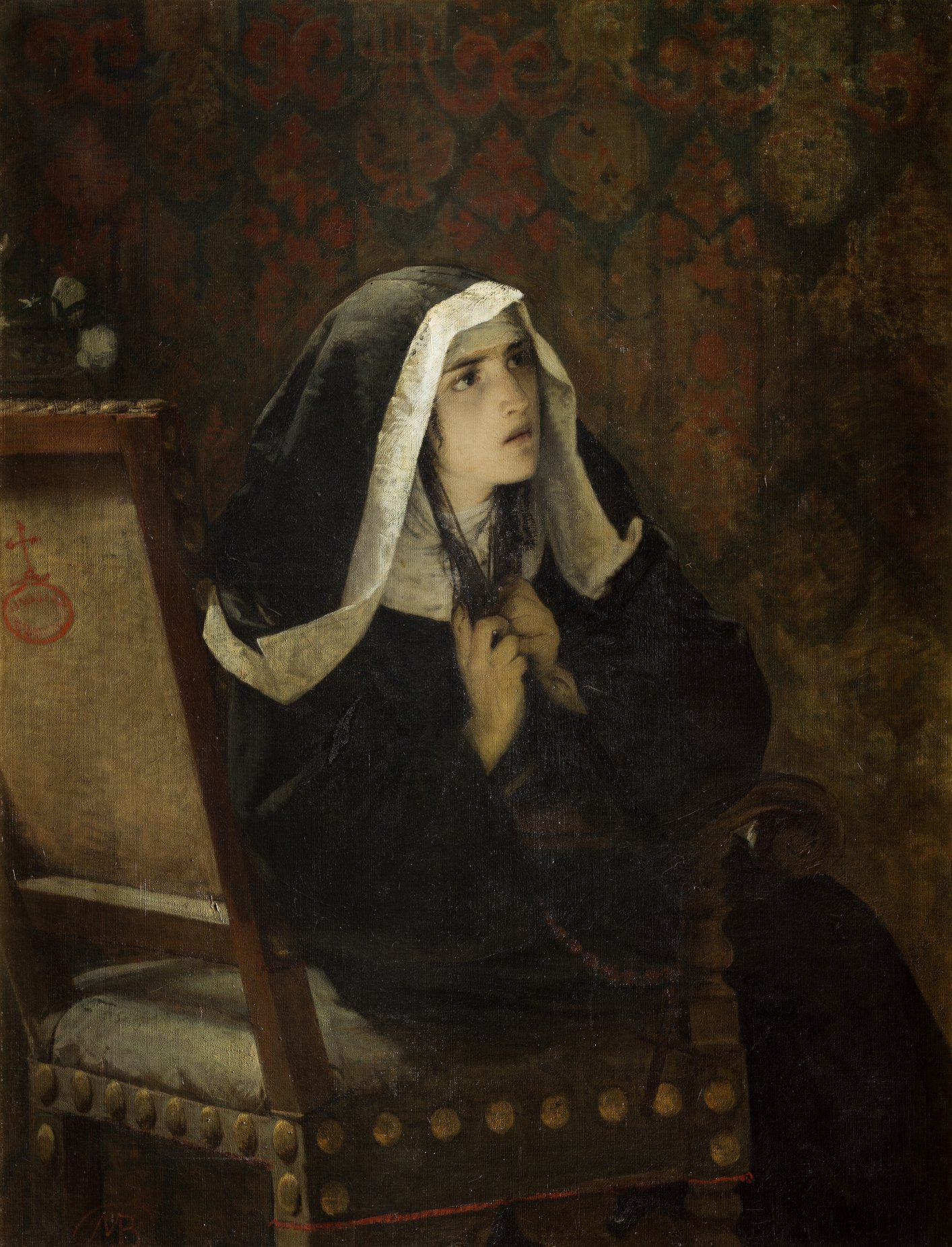
La Monaca di Monza, 1865 Galleria d'Arte Moderna, Milano
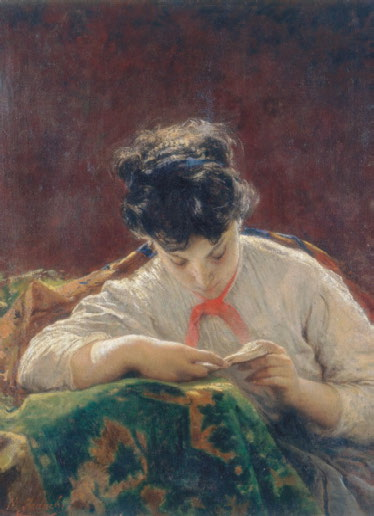
La lettrice, 1867, Pinacoteca di Brera, Milano
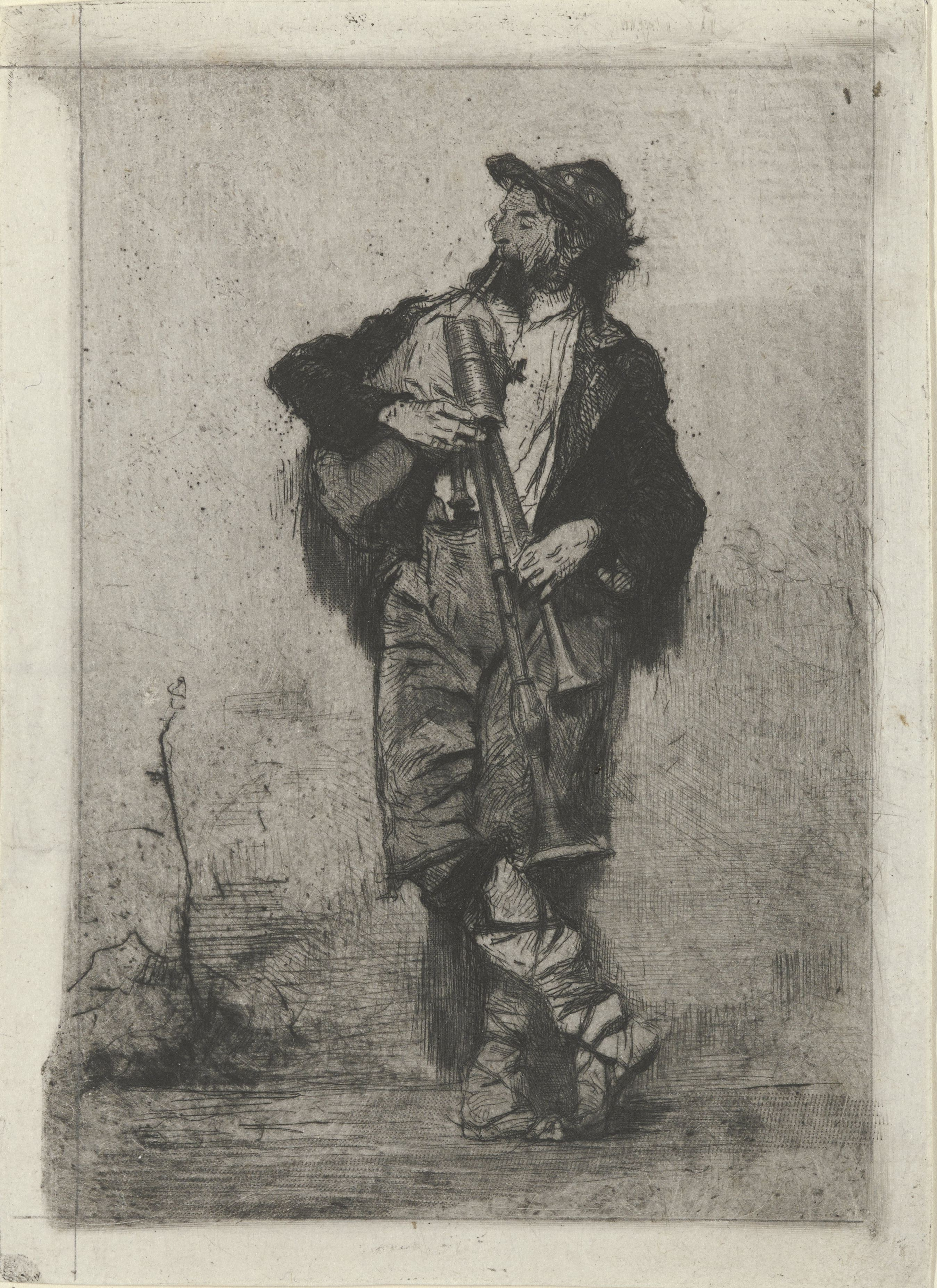
Suonatore di zampogna, acquaforte, Rijksmuseum, Amsterdam
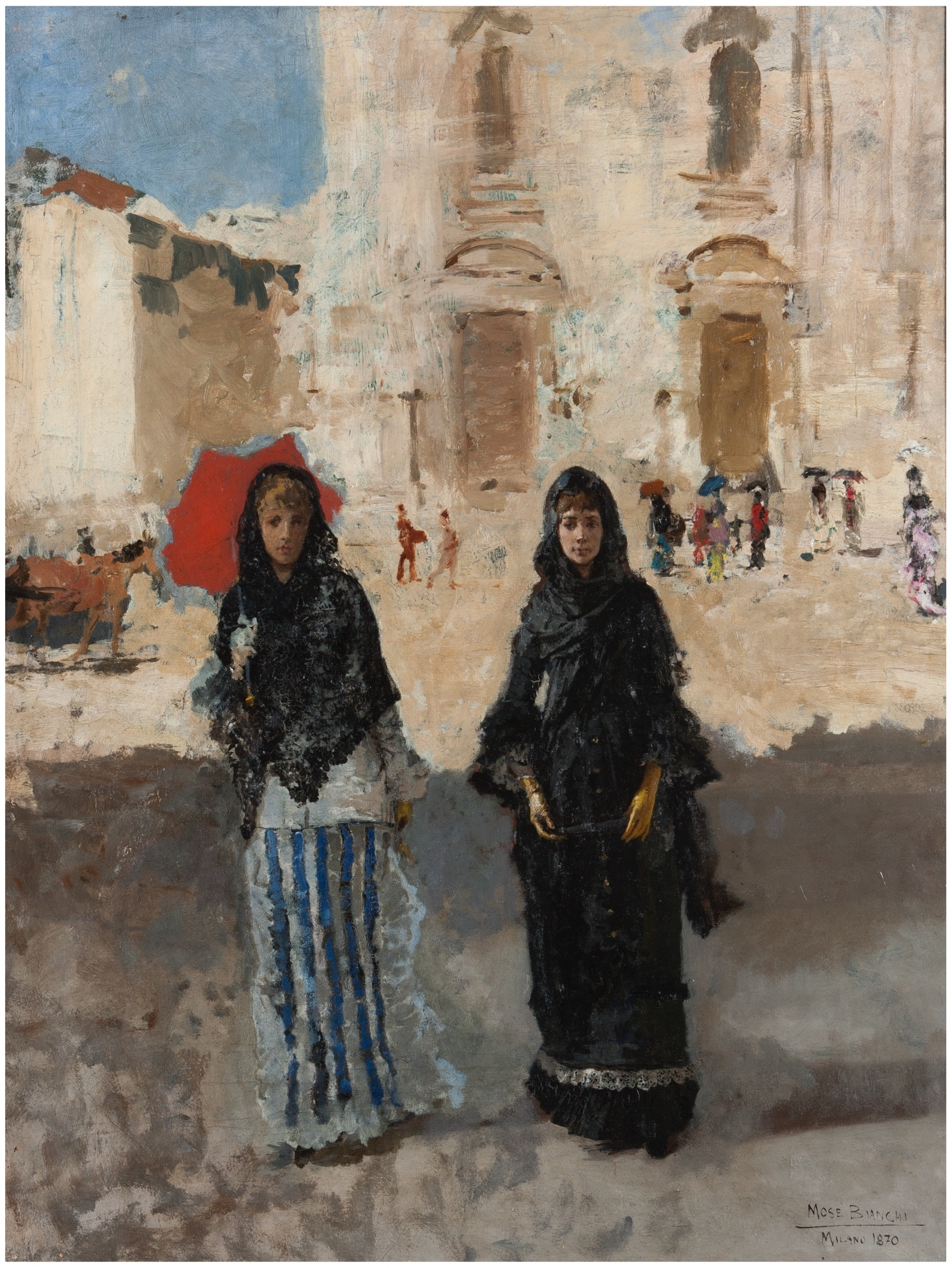
All'uscita dalla chiesa, 1870
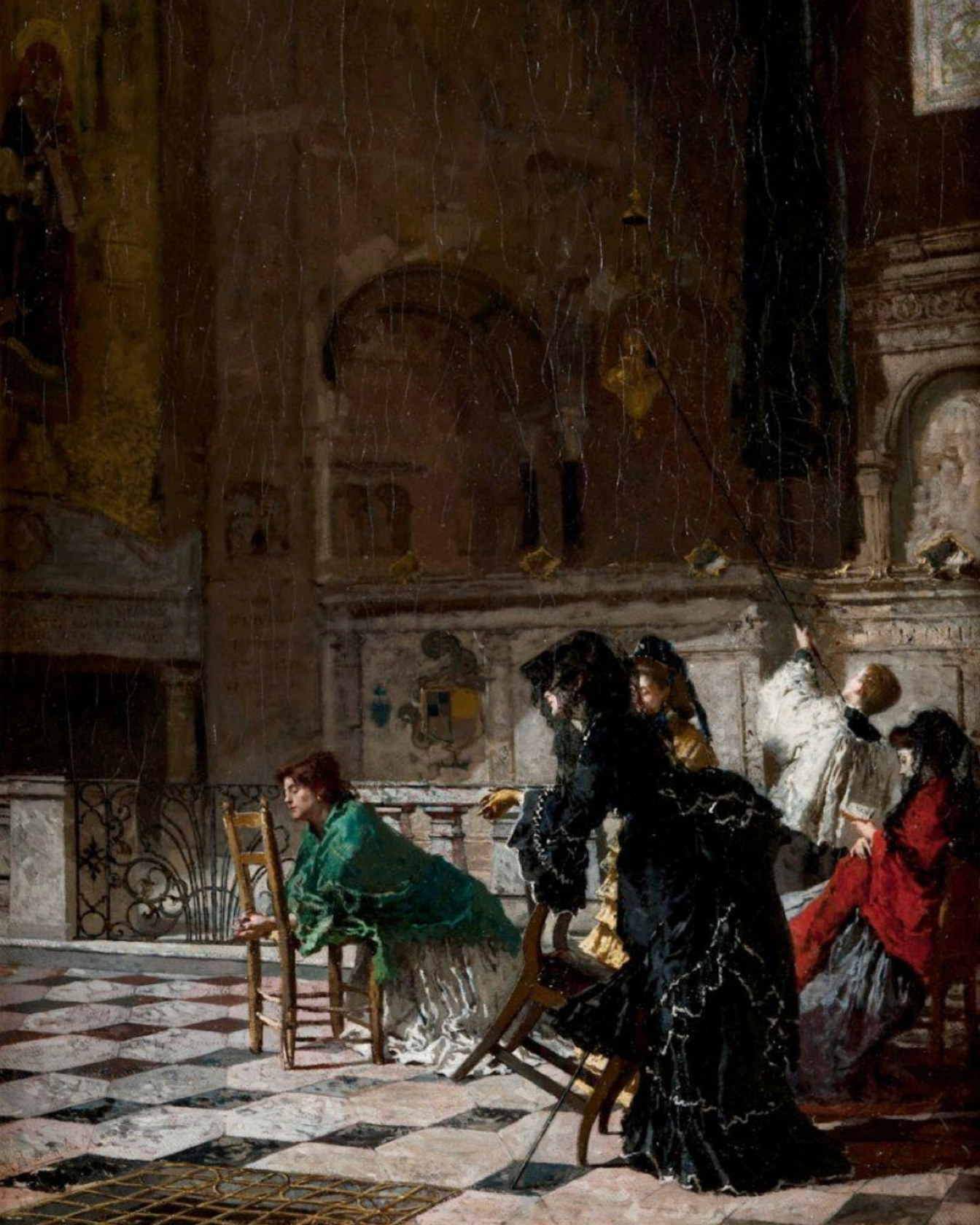
Nel Duomo di Monza, 1872 Musei Civici di Monza
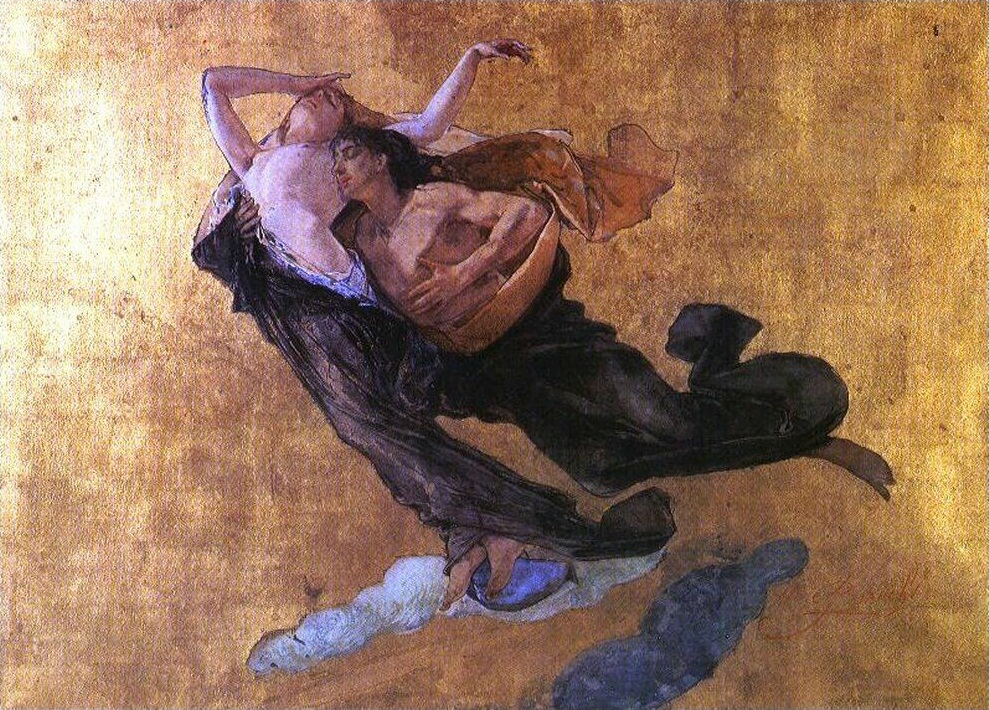
Paolo e Francesca 1877 ca
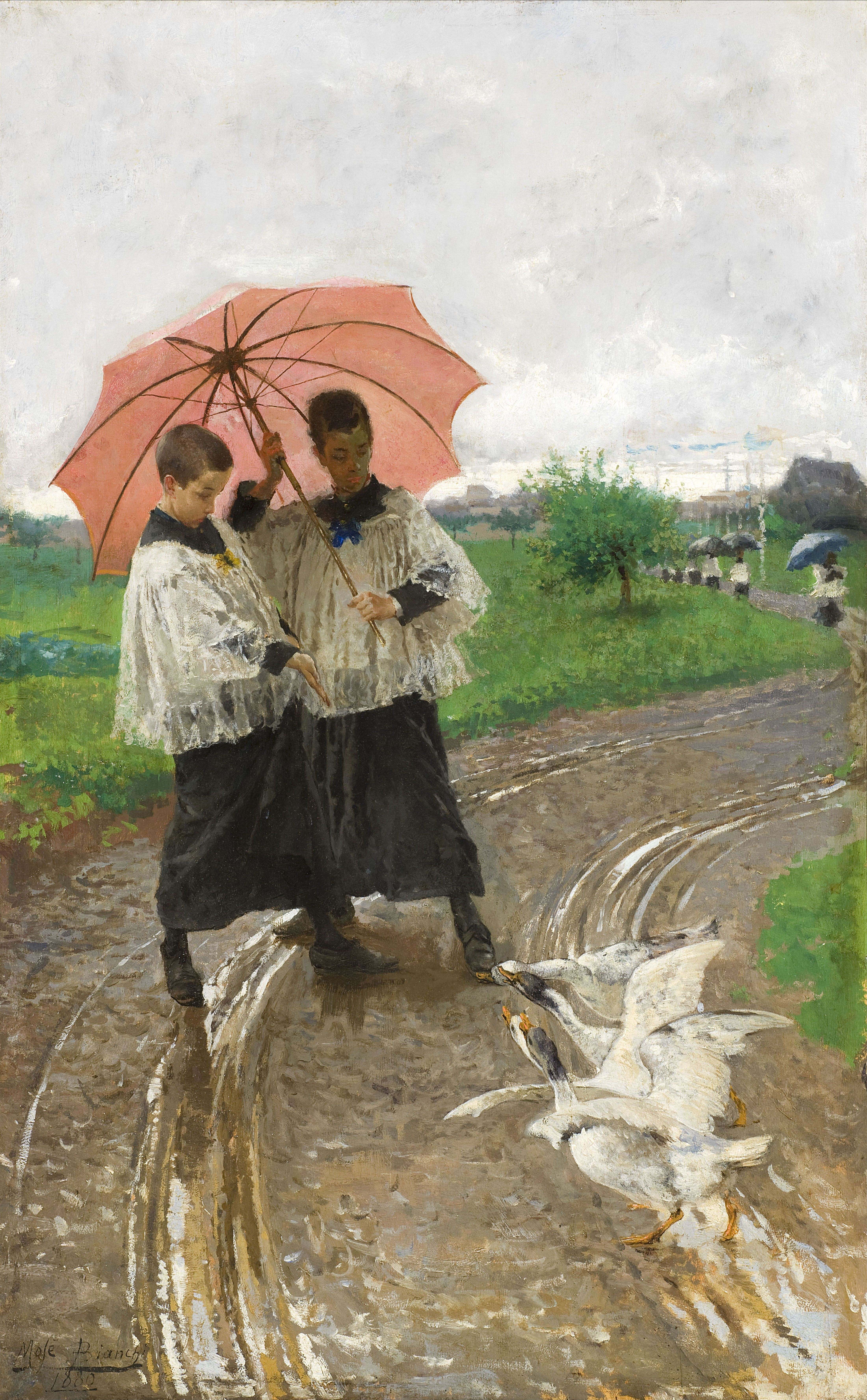
Il ritorno dalla sagra, 1880 Gallerie d'Italia - Milano, Milano
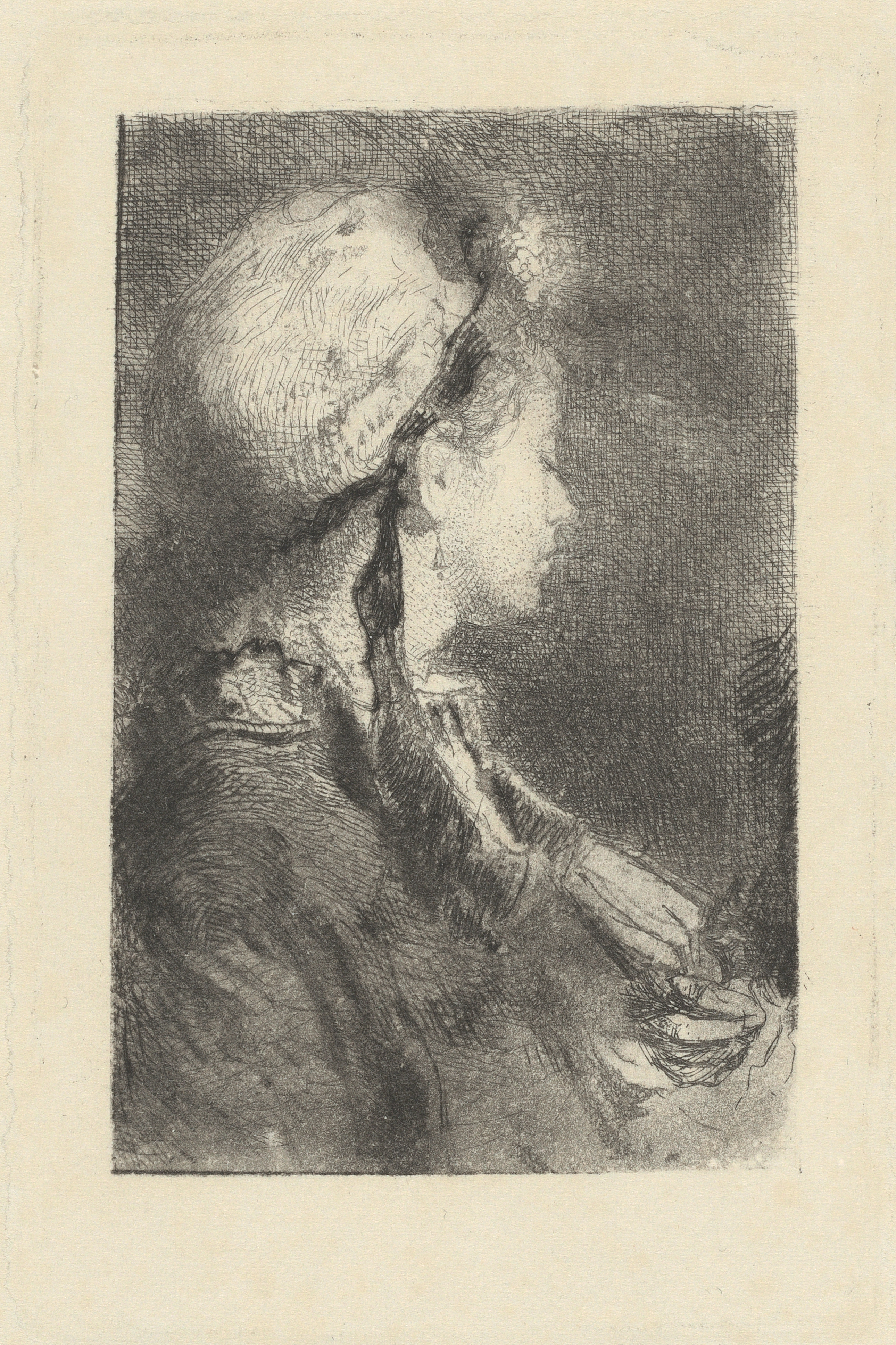
Ritratto della moglie, acquaforte 1880 ca, National Gallery of Art, Washington
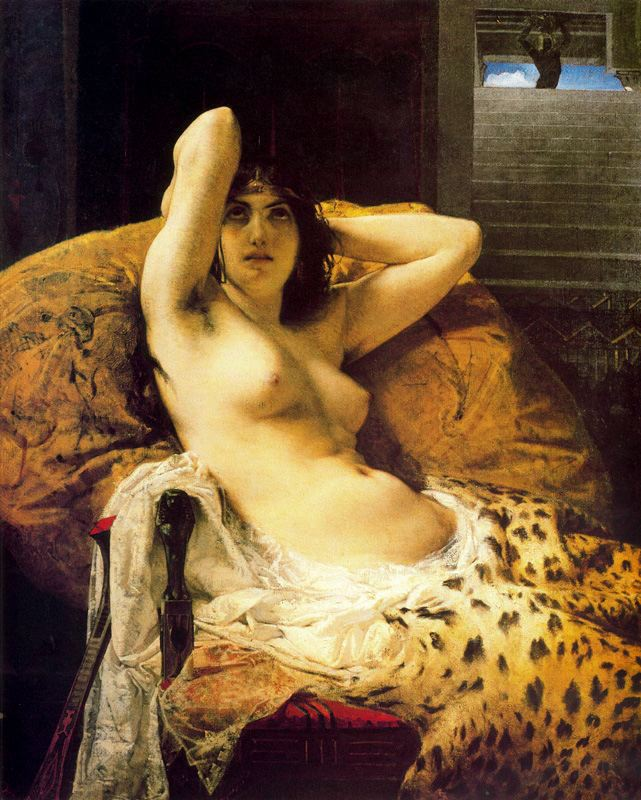
Cleopatra, 1890 ca
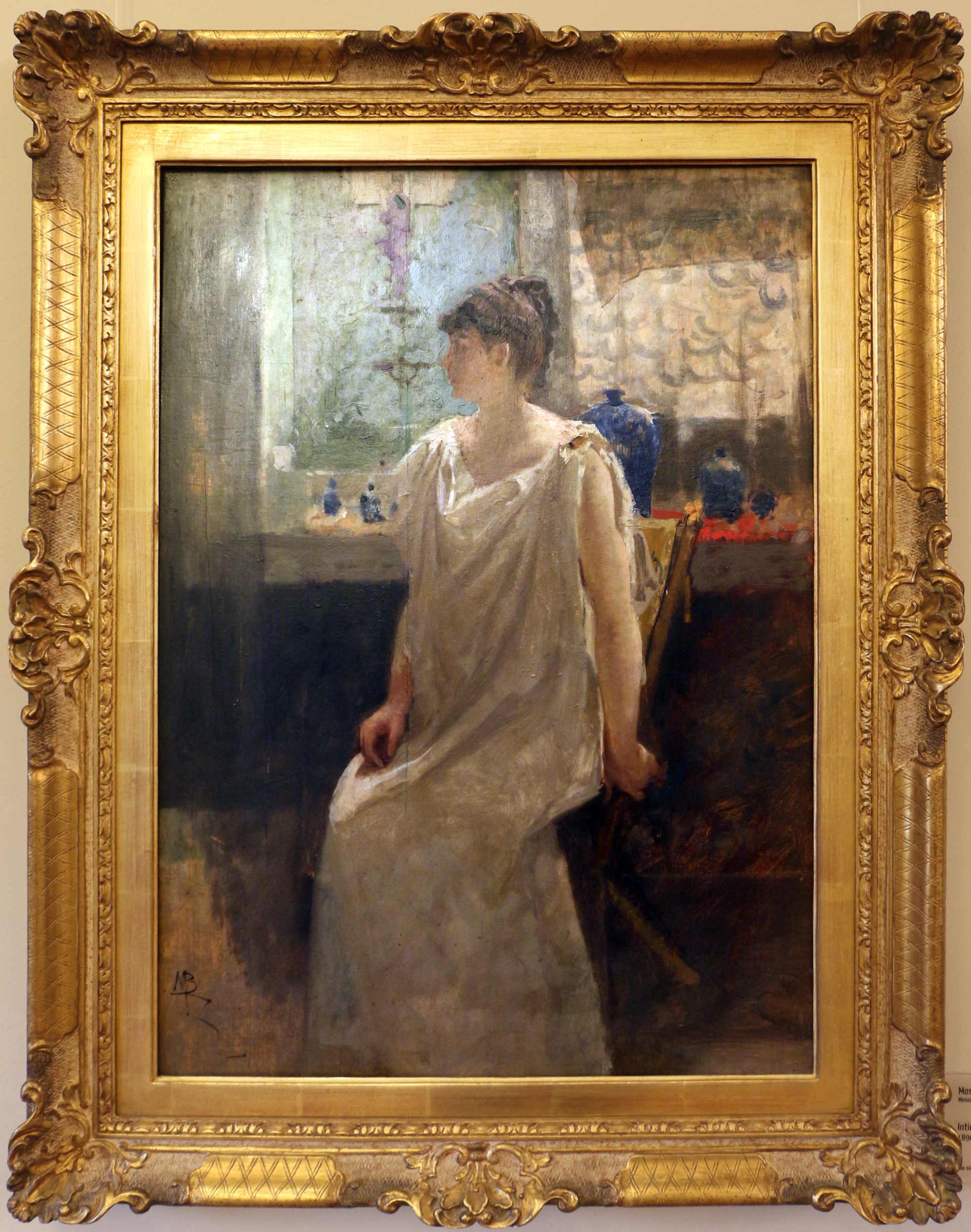
Intimità, 1890
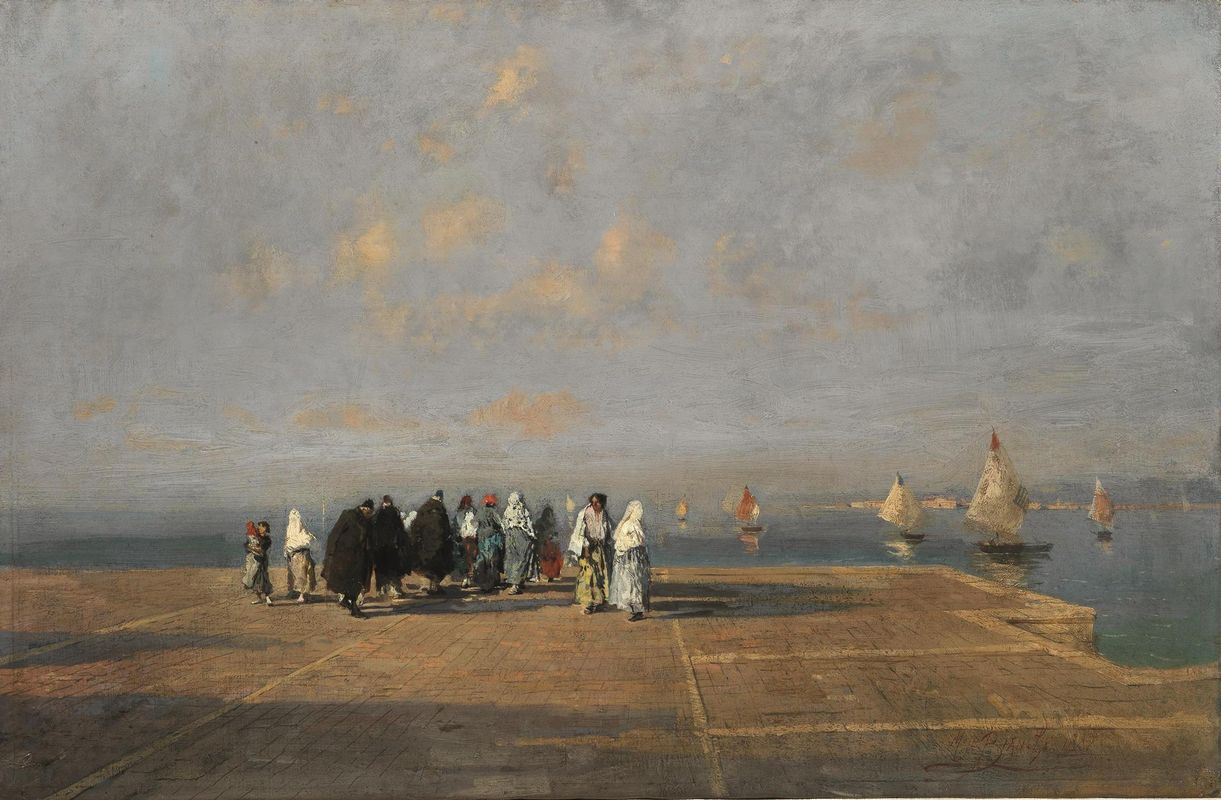
Chioggia, 1889
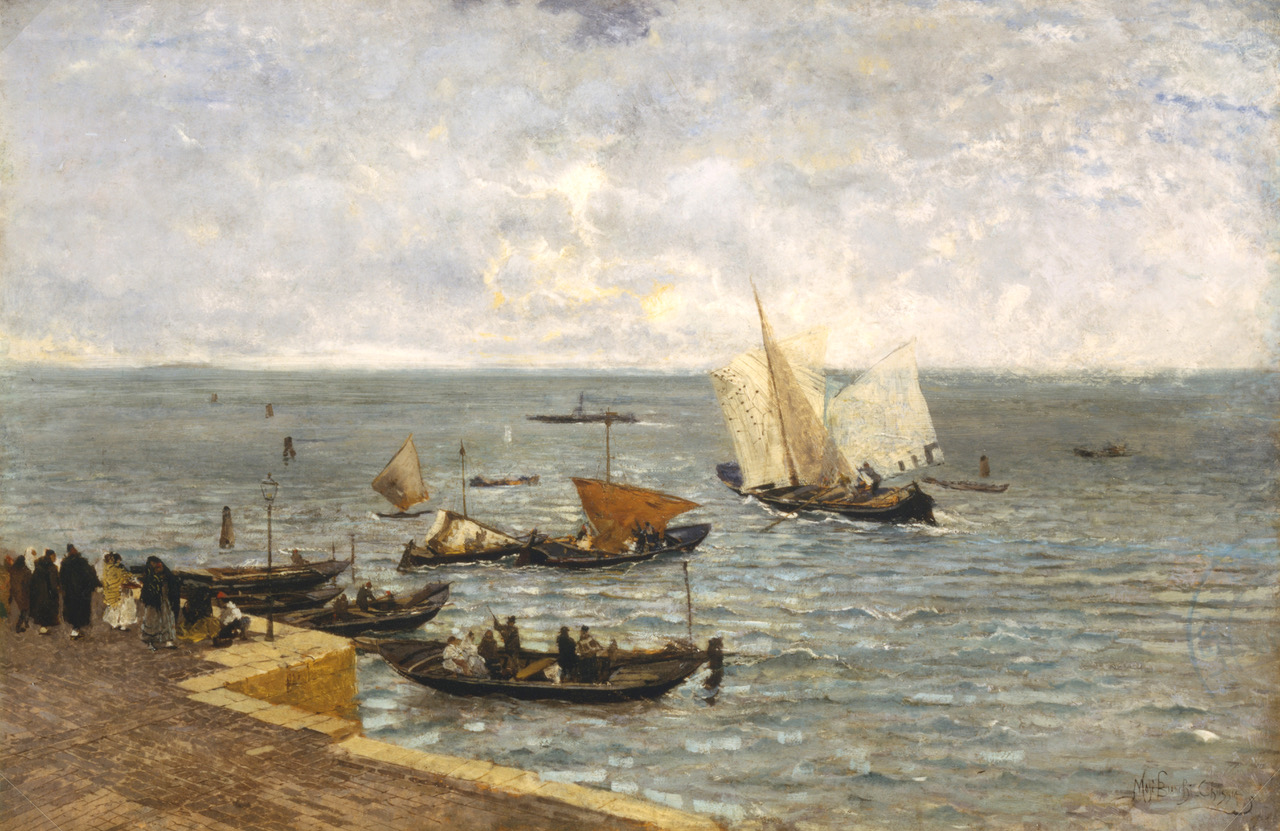
Mareggiata
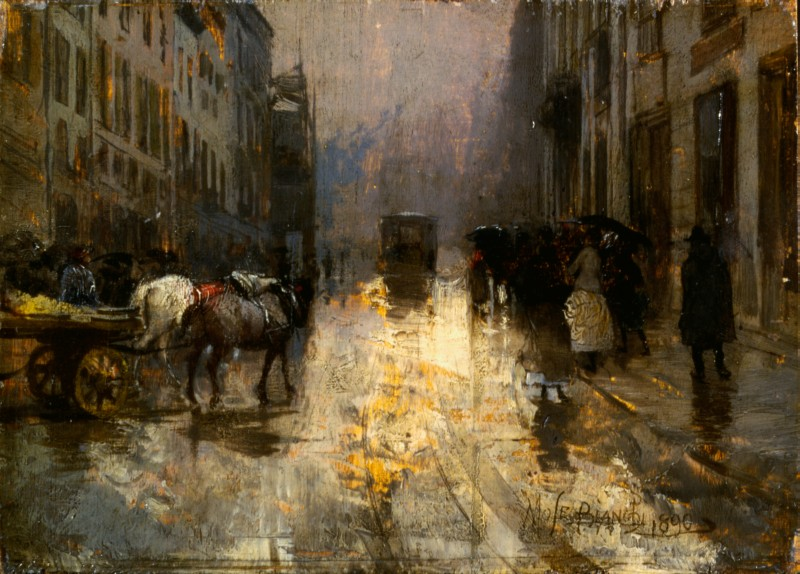
Vecchia Milano 1890 Fondazione Cariplo, Milano
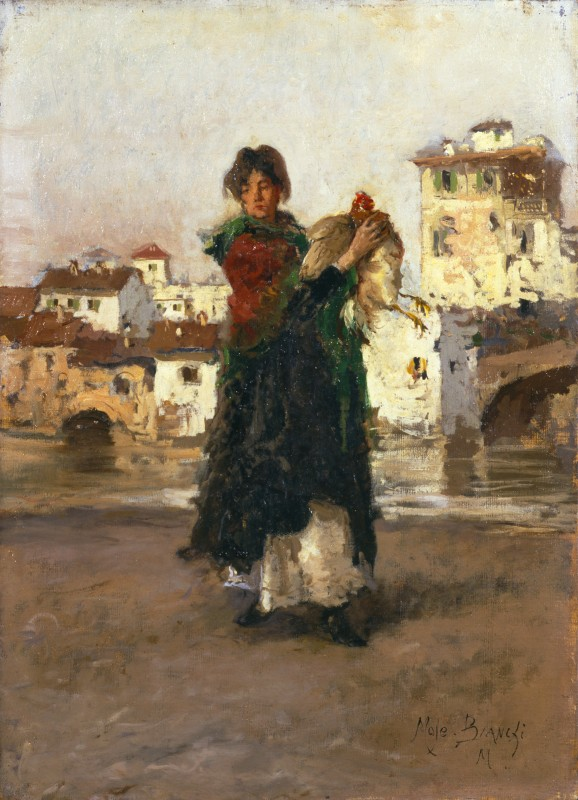
Figura femminile, 1890-1895 Fondazione Cariplo, Milano